# M3 105mm榴弾砲

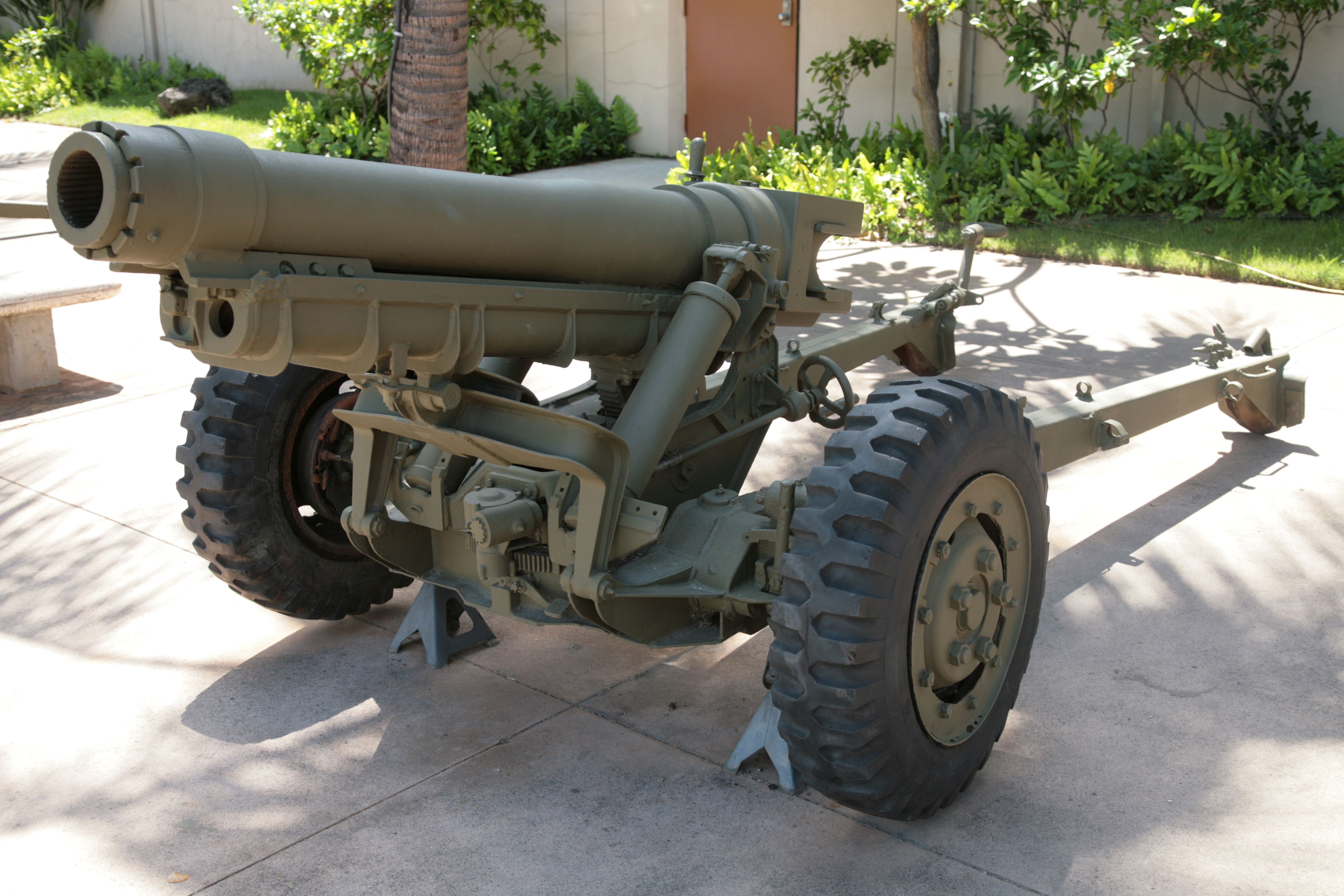
M3 105mm榴弾砲

M3 105mm榴弾砲（M3 105ミリりゅうだんほう、105mm Howitzer M3）とは、第二次世界大戦中にアメリカ合衆国が開発した軽量の榴弾砲である。

## 概要
M3榴弾砲は1941年から開発が開始され、1943年に完成した。この砲は、M2A1 105mm榴弾砲の砲身を短縮化したものをM1 75mm榴弾砲の駐退復座機とM1 75mm榴弾砲用のM3開脚式砲架を組み合わせて作成された。このためM2A1榴弾砲と同一の砲弾と薬莢が使用可能でありM1 75mm榴弾砲よりは重いが火力に勝った。
M3榴弾砲は主にヨーロッパの西部戦線において空挺部隊の野戦砲兵連隊（M1 75mm榴弾砲3個大隊）に増強された1個大隊に配備されたほか、歩兵連隊の砲中隊（3個小隊に2門ずつ、計6門）に配備されて歩兵砲的な運用も行われた。太平洋戦線における運用は確認されていない。
大戦終結後は韓国陸軍に供与され、師団砲兵として朝鮮戦争を戦った。しかし元来軽榴弾砲にすぎない本砲は、より本格的な火砲を多数保有する北朝鮮軍の砲兵隊に圧倒され、大した活躍はできなかった。

## 諸元・性能
諸元
- 種別: 榴弾砲
- 口径: 105mm
- 砲身長: 1,880mm（17.9口径）
- 重量: 1,130kg
- 全長: 3.94m（牽引時）
- 全幅: 1.7m

作動機構
- 砲尾: 水平鎖栓式閉鎖機
- 反動: 液気圧式駐退復座装置
- 砲架: 開脚式

性能
- 俯仰角: -9°~+30°
- 旋回角: 左右45°
- 初速: 1,020 ft/s (311 m/s)
- 最大射程: 7,600m（標準榴弾）
- 発射速度: 4発/分（最大）、2発/分（連続射撃時）

砲弾・装薬
- 弾薬: 半完全弾薬筒（105×372mmR）

運用史
- 開発国:  アメリカ合衆国
- 生産期間: 1943年~1945年
- 生産総数: 2,580門